# James Outram Fraser
James Outram Fraser (chiń. 富能仁; pinyin Fù Néngrén) (1886–1938) – angielski protestancki misjonarz w Chinach, członek China Inland Mission, prowadzący niezwykle skuteczną pracę misyjną wśród plemienia Lisu w południowo-zachodniej części Chin, główny twórca tzw. alfabetu Frasera, uznanego przez rząd Chin za oficjalny system transkrypcji języka lisu. 